# Wannabe (sang)
 For alternative betydninger, se Wannabe. (Se også artikler, som begynder med Wannabe)
"Wannabe" er debutsinglen fra den engelske pigegruppe Spice Girls. Den er skrevet og komponeret af gruppens medlemmer i samarbejde med Matt Rowe og Richard "Biffco" Stannard under gruppens første professionelle sangskrivnings-session, og den blev produceret af Rowe og Stannard til gruppens debutalbum, Spice fra 1996. Sangen blev skrevet, komponeret og indspillet meget hurtigt, men resultatet blev betragtet som glansløst af deres pladeselskab, og den blev sendt til Dave Way for at blive mixet. Gruppen var ikke tilfredse med resultatet, og indspilningen blev mixet igen, denne gang af Mark "Spike" Stent.
"Wannabe" er en uptempo dancepop-sang med Mel B og Geri Halliwell, der rapper. Teksten, der omhandler værdien i et kvindeligt venskab frem for et heteroseksuelt bånd, blev et ikonisk symbol for kvindelig selvstændighed og den mest symbolske sang i gruppens Girl Power-filosofi. På trods af at få blandede anmeldelser blandt musikanmeldere så vandt sangen Best British-Written Single ved Ivor Novello Awards i 1997 og British Single of the Year ved 1997 Brit Awards.
"Wannabe" blev promoveret voldsomt af gruppen. Musikvideoen, der blev instrueret af Johan Camitz, blev en stor succes for den britiske station The Box, som igangsatte en stor medieinteresse i gruppen. Efterfølgende blev sangen spillet meget i radioen over hele Storbritannien, og gruppen optrådte i fjernsynsprogrammer og begyndte at lave interviews og fotoshoots til teenageblade.
Pladeselskabet Virgin reagerede på den offentlige interesse ved at udgive sangen som gruppens debutsingle i juli 1996 et stykke tid før den planlagte udgivelsesdato på deres album Spice. "Wannabe" toppede UK Singles Chart i 7 uger og modtog dobbelt platin af British Phonographic Industry (BPI). I januar 1997 blev den udgivet i USA, hvor den toppede Billboard Hot 100 i 4 uger. Det blev gruppens eneste sang, der nåede førstepladsen i USA. Ved udgangen af 1996 havde "Wannabe" toppet hitlisterne i 22 lande, og i marts 1997 var dette tal oppe på 37. "Wannabe" blev den bedst sælgende single af en pigegruppe i verden, med henholdsvis 1.385.211 og 2.910.000> solgte eksemplarer i Storbritannien (i 2015) og USA (i 2014), og over 7 millioner eksemplarer eksemplarer på verdensplan ved udgangen af 1997. I 2014 blev den rangeret som den mest genkendelige popsang i de sidste 60 år.

## Hitlister
| Hitliste (1996–97)                               | Højeste placering |
| ------------------------------------------------ | ----------------- |
| Australien (ARIA)                                | 1                 |
| Østrig (Ö3 Austria Top 40)                       | 2                 |
| Belgien (Ultratop 50 Flanderen)                  | 1                 |
| Belgien (Ultratop 50 Vallonien)                  | 1                 |
| Canada Top Singles (RPM)                         | 9                 |
| Canada Dance/Urban (RPM)                         | 1                 |
| Denmark (Tracklisten)                            | 1                 |
| Europe (European Hot 100 Singles)                | 1                 |
| Finland (Suomen virallinen lista)                | 1                 |
| Frankrig (SNEP)                                  | 1                 |
| Tyskland (Official German Charts)                | 1                 |
| Hong Kong (IFPI Hong Kong Group)                 | 1                 |
| Ireland (IFPI Ireland)                           | 1                 |
| Israel (IFPI)                                    | 1                 |
| Italy (FIMI)                                     | 3                 |
| Japan (Oricon)                                   | 50                |
| Holland (Single Top 100)                         | 1                 |
| New Zealand (RIANZ)                              | 1                 |
| Norge (VG-lista)                                 | 1                 |
| Skotland (Official Charts Company)               | 1                 |
| Spain (AFYVE)                                    | 1                 |
| Sverige (Sverigetopplistan)                      | 1                 |
| Schweiz (Schweizer Hitparade)                    | 1                 |
| Storbritannien Singles (Official Charts Company) | 1                 |
| USA Billboard Hot 100                            | 1                 |
| USA Adult Top 40 (Billboard)                     | 27                |
| USA Latin Pop Songs (Billboard)                  | 9                 |
| USA Mainstream Top 40 (Billboard)                | 4                 |
| USA Rhythmic (Billboard)                         | 1                 |
| Chart (2008)                                     | Peak position     |
| USA Dance Club Songs (Billboard)                 | 15                |
| Chart (2012)                                     | Peak position     |
| Japan (Japan Hot 100)                            | 73                |

| Hitliste (1996)                      | Placering |
| ------------------------------------ | --------- |
| Australia (ARIA)                     | 5         |
| Austria (Ö3 Austria Top 40)          | 19        |
| Belgium (Ultratop 50 Flanders)       | 12        |
| Belgium (Ultratop 50 Wallonia)       | 11        |
| France (SNEP)                        | 6         |
| Germany (Media Control Charts)       | 10        |
| Netherlands (Mega Single Top 100)    | 11        |
| New Zealand (Recorded Music NZ)      | 15        |
| Sweden (Sverigetopplistan)           | 10        |
| Switzerland (Schweizer Hitparade)    | 18        |
| UK Singles (Official Charts Company) | 2         |
| Chart (1997)                         | Position  |
| Australia (ARIA)                     | 61        |
| Canada Top Singles (RPM)             | 68        |
| Canada Dance/Urban (RPM)             | 1         |
| US Billboard Hot 100                 | 10        |

| Hitliste (1990–99)   | Placering |
| -------------------- | --------- |
| US Billboard Hot 100 | 35        |

| Hitliste         | Placering |
| ---------------- | --------- |
| UK Singles (OCC) | 40        |